# Jan Rytkjær Callesen
Jan Rytkjær Callesen (2 de maio de 1963, em Sønderborg) é um político dinamarquês que foi membro do Folketing pelo Partido Popular Dinamarquês de 2015 a 2019.

## Carreira política
Calleen é membro do conselho municipal do município de Sønderborg desde 2010. Ele foi eleito para o parlamento nas eleições legislativas dinamarquesas de 2015, onde recebeu 2.972 votos. Na eleição de 2019 obteve 1.056 votos e não foi reeleito.